# Landgericht Stolp
Das Landgericht Stolp war ein preußisches Gericht der ordentlichen Gerichtsbarkeit im Bezirk des Oberlandesgerichts Stettin mit Sitz in Stolp.

## Geschichte
Das königlich preußische Landgericht Stolp wurde mit Wirkung zum 1. Oktober 1879 als eines von fünf Landgerichten im Bezirk des Oberlandesgerichtes Stettin gebildet. Vorher bestanden in der Provinz Pommern die drei Appellationsgerichte Cöslin Greifswald und Stettin. Der Sitz des Gerichts war Stolp. Das Landgericht war zuständig für die Kreise Stolp, Rummelsburg, Bütow und den größten Teil des Kreises Schlawe (ohne den Teil, der dem Landgericht Köslin zugeordnet war). Ihm waren folgende sieben Amtsgerichte zugeordnet:
| Amtsgericht             | Sitz        | Bezirk |
| ----------------------- | ----------- | --- |
| Amtsgericht Bütow       | Bütow       | der Kreis Bütow. Aus dem Kreis Rummelsburg der Amtsbezirk Lubben und der Amtsbezirk Barnow ohne den Gemeinde- und Gutsbezirk Darsekow und der Amtsbezirk Zettin ohne den Teil, der dem Amtsgericht Stolp zugeordnet war. Aus dem Kreis Stolp die Amtsbezirke Budow, Dammerkow, Groß-Rossin und Wundichow und der Amtsbezirk Muttrin ohne die Gemeinde- und Gutsbezirke Kottow und Muttrin |
| Amtsgericht Lauenburg   | Lauenburg   | der Kreis Lauenburg. Aus dem Kreis Stolp die Amtsbezirke Bochowke, Coose, Langeböse, Schurow und Stohentin, der Amtsbezirk Mickrow ohne den Gemeinde- und Gutsbezirk Carwen, der Amtsbezirk Zezenow ohne den Gutsbezirk Prebenow und der Amtsbezirk Klein-Gluschen ohne den Gemeinde- und Gutsbezirk Rexin                                                                                |
| Amtsgericht Pollnow     | Pollnow     | aus dem Kreis Schlawe der Stadtbezirk Pollnow, die Amtsbezirke Ratzlaff, Sydow und Vellin und der Amtsbezirk Wendisch Buckow ohne den Gutsbezirk Klein-Ristow. Aus dem Kreis Rummelsburg der Amtsbezirk Pritzig und der Gutsbezirk Bial aus dem Amtsbezirk Groß Schwirsen |
| Amtsgericht Rügenwalde  | Rügenwalde  | aus dem Kreis Schlawe der Stadtbezirk Rügenwalde, die Amtsbezirke Büssow, Görshagen, Alt-Krakow, Neu-Krakow, Neuenhagen, Palzwitz, Schloßhof und Zizow und der Gemeinde- und Gutsbezirk Crolow aus dem Amtsbezirk Schlackow |
| Amtsgericht Rummelsburg | Rummelsburg | der Kreis Rummelsburg ohne die Teile, die den Amtsgerichten Bütow, Pollnow, Schlawe und Stolp zugeordnet waren |
| Amtsgericht Schlawe     | Schlawe     | der Kreis Schlawe ohne die Teile, die den Amtsgerichten Pollnow, Rügenwalde, Stolp und Zanow zugeordnet waren; aus dem Kreis Rummelsburg der Amtsbezirk Bartin |
| Amtsgericht Stolp       | Stolp       | der Kreis Stolp ohne die Teile, die den Amtsgerichten Bütow und Lauenburg zugeordnet waren; aus dem Kreis Schlawe der Amtsbezirk Reddenthin; aus dem Kreis Rummelsburg der Amtsbezirk Gumenz, der Gemeinde- und Amtsbezirk Darsekow aus dem Amtsbezirk Barnow sowie die Gemeinde- und Gutsbezirke Sellin und Adlig Starkow aus dem Amtsbezirk Zettin                                      |

Der  Landgerichtsbezirk hatte 1888 261.508 Einwohner. Am Gericht waren ein Präsident, ein Direktor und sechs Richter tätig. Bei dem Amtsgericht Lauenburg bestand eine Strafkammer für dessen Amtsbezirk.
Im Jahre 1945 wurde Stolp unter polnische Verwaltung gestellt, und das Landgericht Stolp musste seine Arbeit einstellen. Unter polnischer Verwaltung entstand das Sąd Okręgowy w Słupsku.